# 罗尼·斐迪南
罗尼·斐迪南（西班牙語：Ronnie Alan Fernández Sáez，1991年1月30日—），是一名智利职业足球员，司职前锋，现时效力马来西亚超级足球联赛球队雪兰莪。